# Пожежний оповіщувач

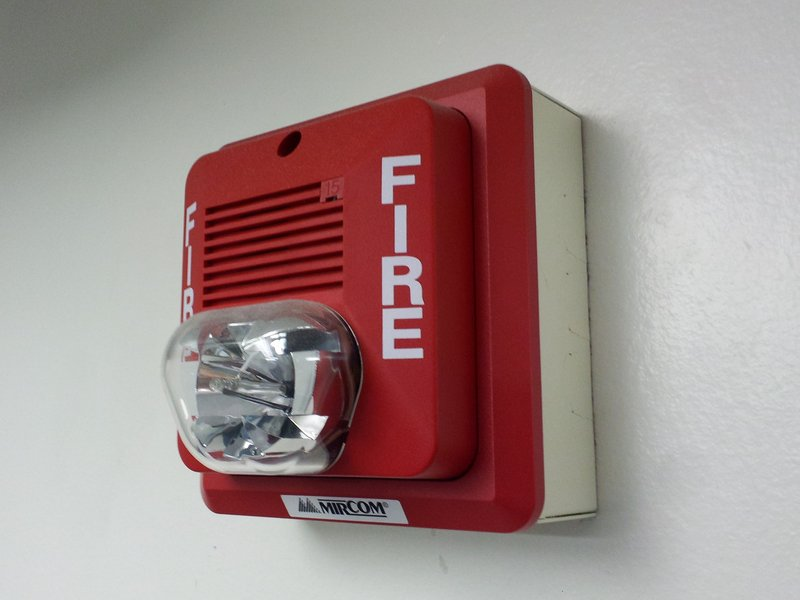
Світлозвуковий пожежний оповіщувач

Знак пожежного оповіщувача

Поже́жний опові́щувач (англ. fire alarm device, рос. пожа́рный оповеща́тель) — компонент пожежної сигналізації, призначений для повідомлення про пожежу, наприклад, світловим сигналом, аудіосигналом або їх комбінацією. Пожежні оповіщувачі входять до складу системи оповіщення та управління евакуацією.
У країнах ЄС вимоги до пожежних оповіщувачів визначаються стандартами серії EN 54 Європейського комітету зі стандартизації. В Україні діють відповідні їм стандарти ДСТУ EN 54. Окремими частинами стандарту встановлено вимоги до світлових оповіщувачів, оповіщення звуковими сигналами та голосовими повідомленнями.